# Lathyrus
Lathyrus és un gènere de plantes angiospermes de la família de les fabàcies (Fabaceae). És un gènere cosmopolita, amb presència de plantes natives a Europa, Àsia, Àfrica, Amèrica del Nord i Amèrica del Sud.-
La llavor d'algunes espècies és comestible, com la guixa (L. sativus) i el guixó L. cicera, i no tan correntment L. ochrus i L. clymenum. L. tuberosus es conrea per la seva arrel tuberosa comestible.
Les llavors d'algunes espècies del gènere Lathyrus contenen aminoàcids d'una certa toxicitat. Els efectes tòxics es poden manifestar si aquestes llavors es mengen en quantitats relativament grans durant períodes prolongats de temps, podent arribar a causar la malaltia del latirisme.

## Taxonomia
Aquest gènere va ser publicat per primer cop l'any 1753 al segon volum de l'obra Species Plantarum del botànic suec Carl von Linné (1707-1778).

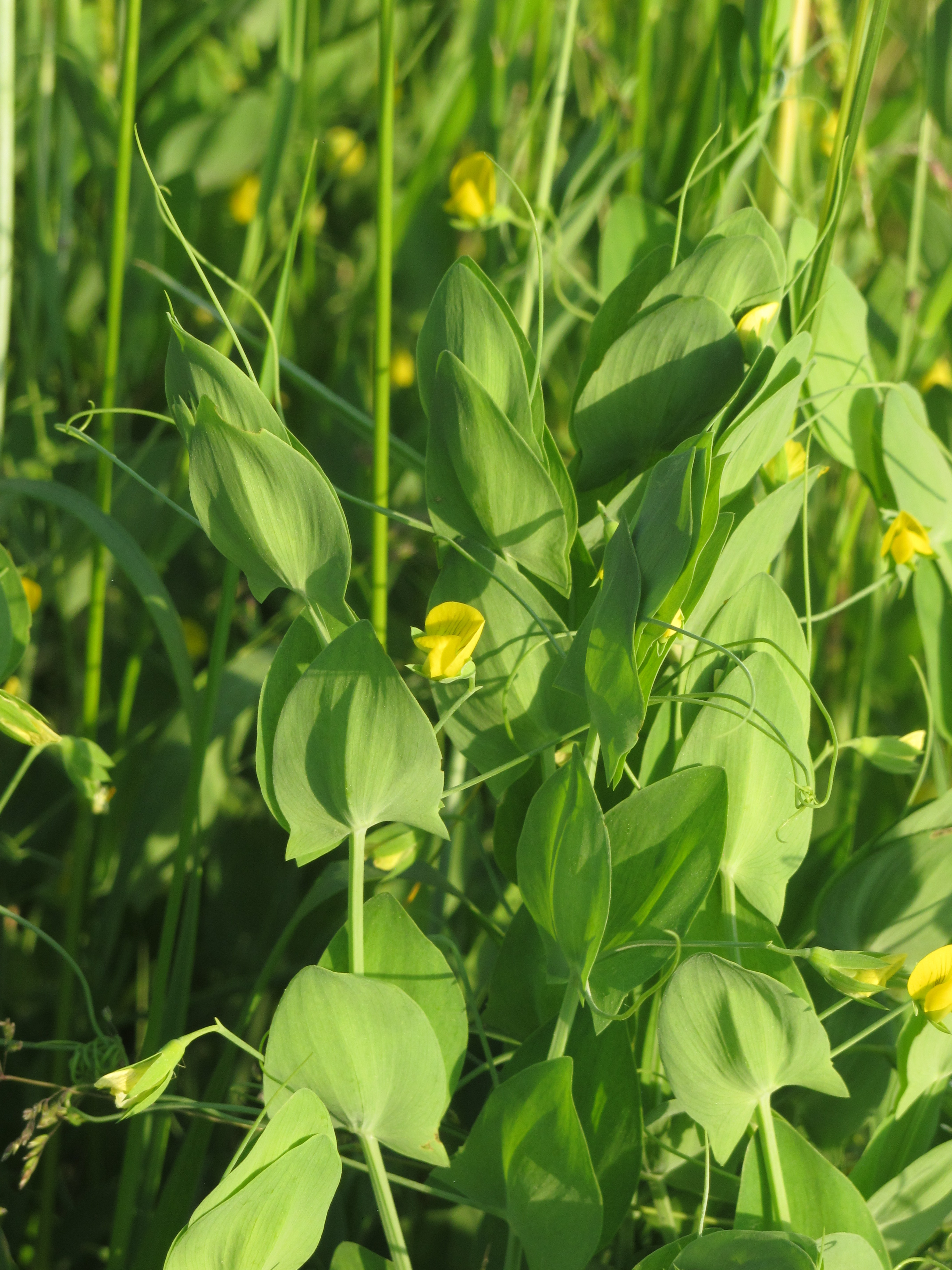
Lathyrus aphaca

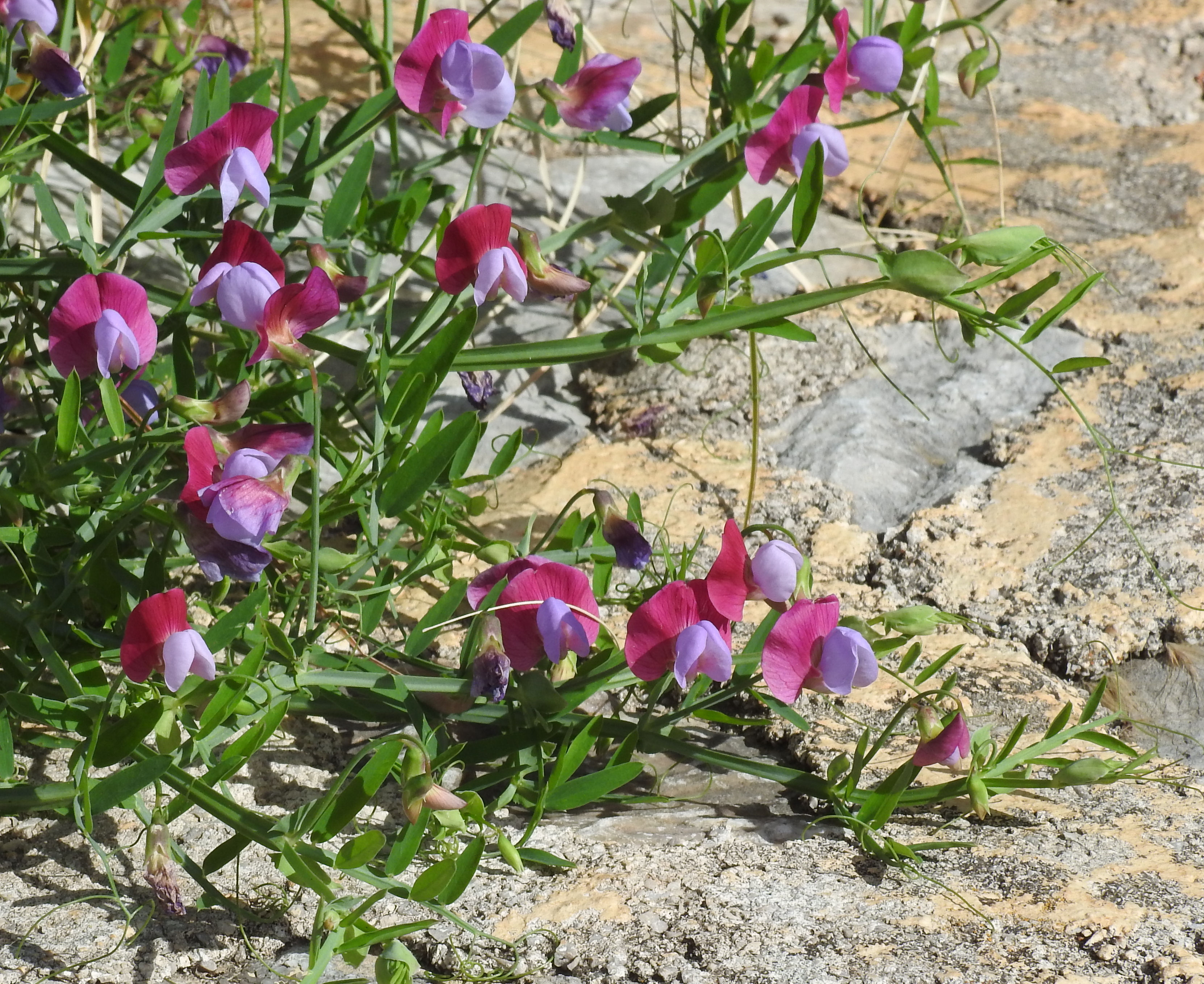
Lathyrus clymenum

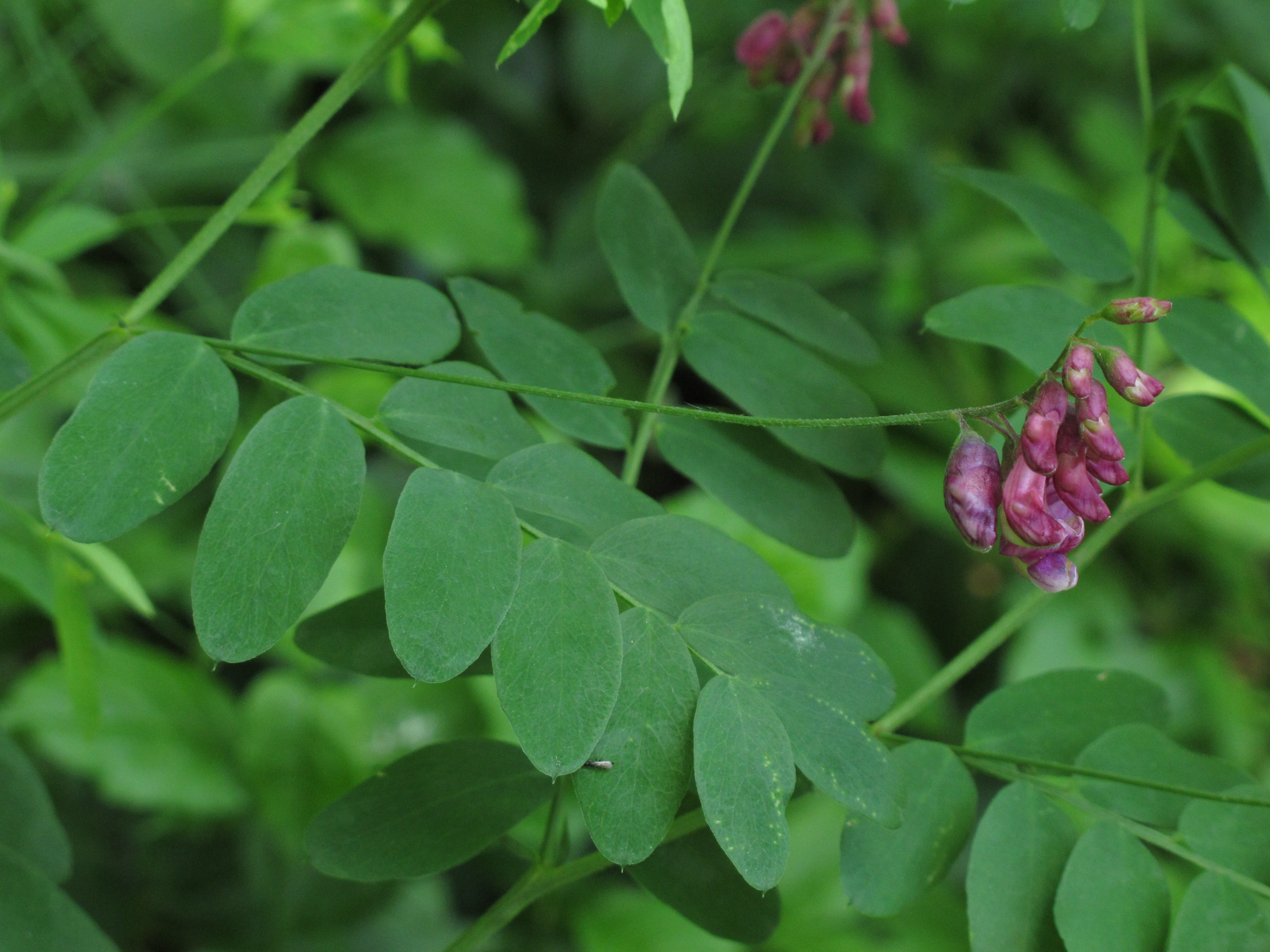
Lathyrus niger

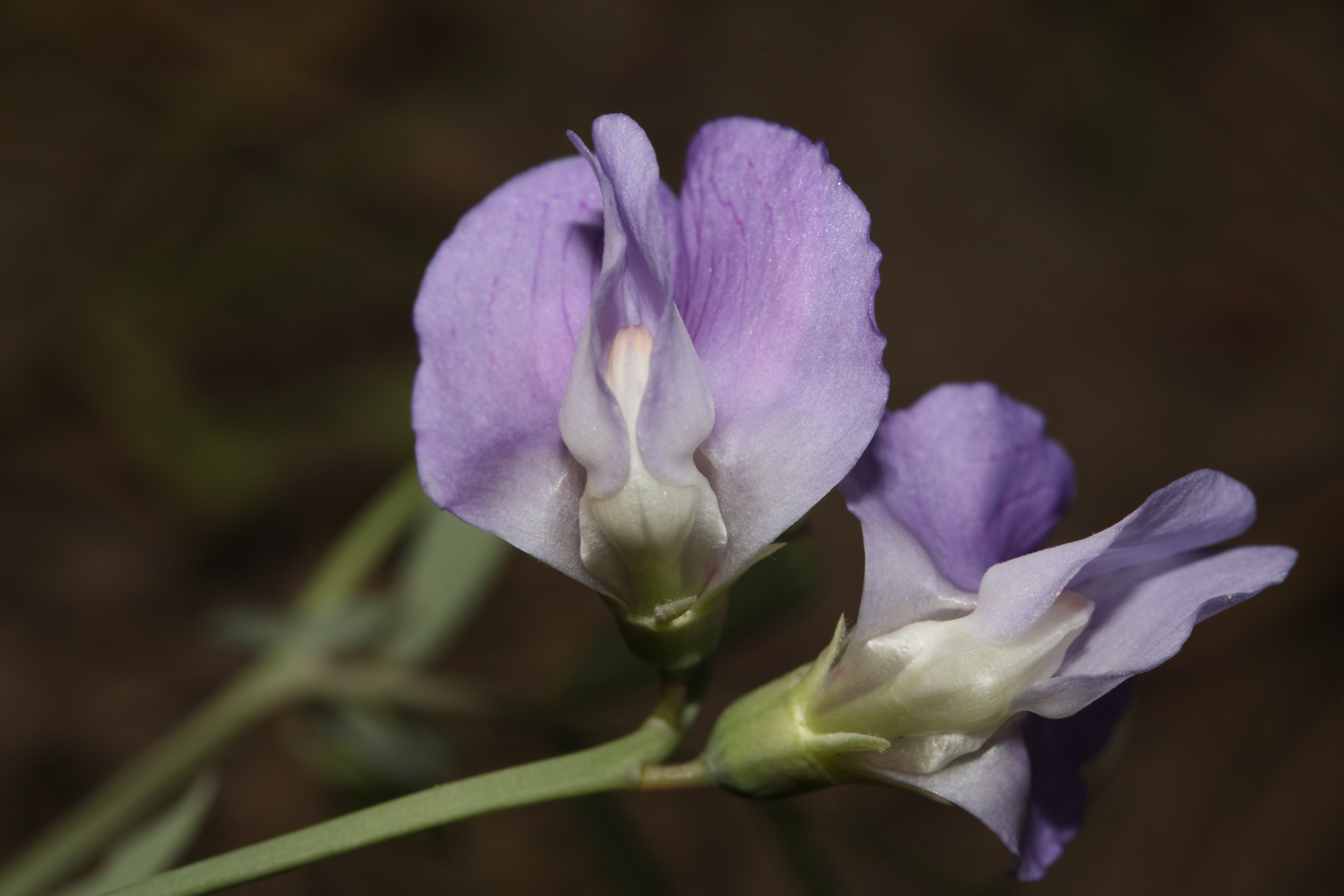
Lathyrus pauciflorus

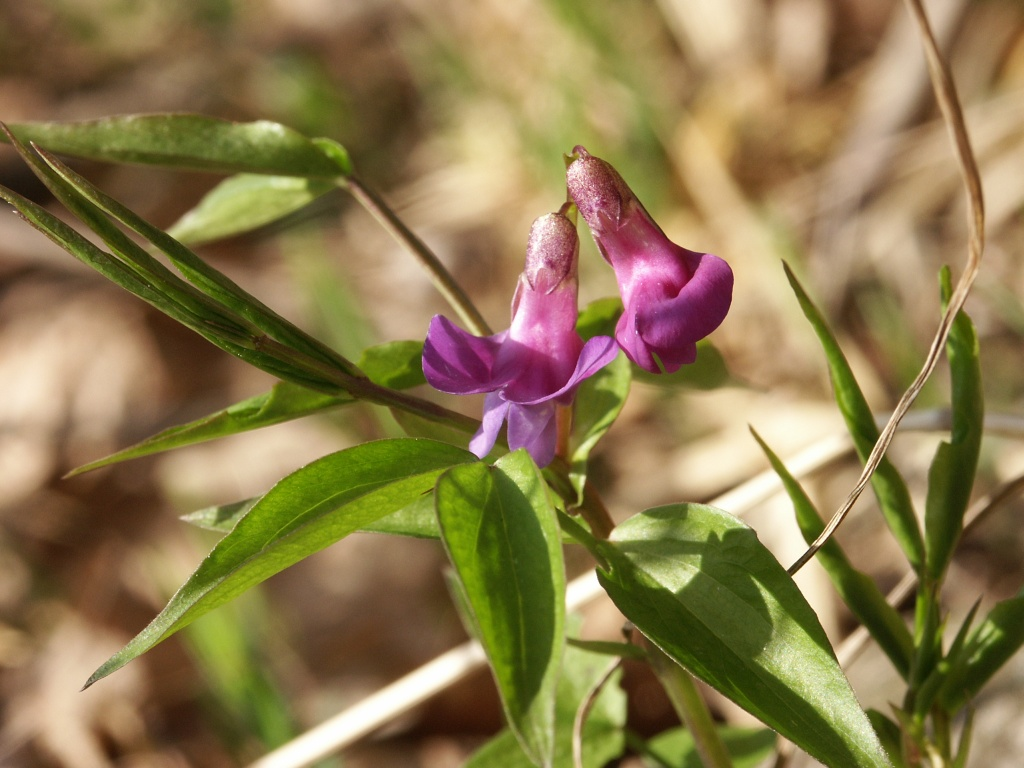
Guixó vernal (Lathyrus vernus)

### Espècies
Dins del gènere Lathyrus es reconeixen les 182 espècies següents: Les espècies marcades amb ∗ són autòctones dels Països Catalans:
- Lathyrus acutifolius Vogel
- Lathyrus alamutensis Mozaff., Ahavazi & Charkhch.
- Lathyrus alpestris (Waldst. & Kit.) Kit.
- Lathyrus amphicarpos L.
- Lathyrus angulatus L. *
- Lathyrus anhuiensis Y.J.Zhu & R.X.Meng
- Lathyrus annuus L. *
- Lathyrus apenninus F.Conti
- Lathyrus aphaca L. *
- Lathyrus armenus (Boiss. & A.Huet) Čelak.
- Lathyrus articulatus L.
- Lathyrus atropatanus (Grossh.) Širj.
- Lathyrus aureus (G.Lodd. ex Drapiez) D.Brândză
- Lathyrus basalticus Rech.f.
- Lathyrus bauhini P.A.Genty
- Lathyrus belinensis Maxted & Goyder
- Lathyrus berteroanus Colla
- Lathyrus biflorus T.W.Nelson & J.P.Nelson
- Lathyrus bijugus Boiss. & Noë
- Lathyrus binatus Pančić
- Lathyrus bitlisicus Peşmen & Güner
- Lathyrus blepharicarpos Boiss.
- Lathyrus boissieri Širj.
- Lathyrus brachycalyx Rydb.
- Lathyrus brachyodon Murb.
- Lathyrus brachypterus Čelak.
- Lathyrus brownii Eastw.
- Lathyrus cabrerianus Burkart
- Lathyrus campestris Phil.
- Lathyrus cassius Boiss.
- Lathyrus caudatus C.F.Wei & H.P.Tsui
- Lathyrus chloranthus Boiss. & Balansa
- Lathyrus chrysanthus Boiss.
- Lathyrus cicera L. *
- Lathyrus ciliatidentatus Czefr.
- Lathyrus cilicicus Hayek & Siehe
- Lathyrus ciliolatus Sam. ex Rech.f.
- Lathyrus cirpicii Güneş
- Lathyrus cirrhosus Ser. *
- Lathyrus clymenum L. *
- Lathyrus colchicus Lipsky
- Lathyrus crassipes Gillies ex Hook. & Arn.
- Lathyrus cyaneus (Steven) K.Koch
- Lathyrus czeczottianus Bässler
- Lathyrus davidii Hance
- Lathyrus decaphyllus Pursh
- Lathyrus delnorticus C.L.Hitchc.
- Lathyrus dielsianus Harms
- Lathyrus digitatus (M.Bieb.) Fiori
- Lathyrus elegans Vogel
- Lathyrus elongatus (Bornm.) Širj.
- Lathyrus emodi (Wall. ex Fritsch) Fritsch ex T.Durand & B.D.Jacks.
- Lathyrus eucosmus Butters & H.St.John
- Lathyrus filiformis (Lam.) J.Gay *
- Lathyrus fissus Ball
- Lathyrus formosus (Steven) Kenicer
- Lathyrus frolovii Fisch. ex Rupr.
- Lathyrus fulvus (Sm.) Kosterin
- Lathyrus glandulosus Broich
- Lathyrus gloeosperma Warb. & Eig
- Lathyrus gmelinii (Fisch. ex Ser.) Fritsch
- Lathyrus golanensis O.Cohen & Plitmann
- Lathyrus gorgoni Parl.
- Lathyrus graminifolius (S.Watson) T.G.White
- Lathyrus grandiflorus Sm.
- Lathyrus grimesii Barneby
- Lathyrus hallersteinii Baumg.
- Lathyrus hasslerianus Burkart
- Lathyrus heterophyllus L.
- Lathyrus hierosolymitanus Boiss.
- Lathyrus hirsutus L. *
- Lathyrus hirticarpus Mattatia & Heyn
- Lathyrus hitchcockianus Barneby & Reveal
- Lathyrus holochlorus (Piper) C.L.Hitchc.
- Lathyrus hookeri G.Don
- Lathyrus humilis (Ser.) Fisch. ex Spreng.
- Lathyrus hygrophilus Taub.
- Lathyrus inconspicuus L. *
- Lathyrus incurvus (Roth) Willd.
- Lathyrus japonicus Willd.
- Lathyrus jepsonii Greene
- Lathyrus karsianus P.H.Davis
- Lathyrus ketzkhovelii Avazneli
- Lathyrus komarovii Ohwi
- Lathyrus krylovii Serg.
- Lathyrus laetivirens Greene ex Rydb.
- Lathyrus laevigatus (Waldst. & Kit.) Gren. *
- Lathyrus lanszwertii Kellogg
- Lathyrus latidentatus Elenevsky
- Lathyrus latifolius L. *
- Lathyrus laxiflorus (Desf.) Kuntze
- Lathyrus layardii Ball ex Boiss
- Lathyrus ledebourii Trautv.
- Lathyrus lentiformis Plitmann
- Lathyrus leptophyllus M.Bieb.
- Lathyrus libani Fritsch
- Lathyrus linearifolius Vogel
- Lathyrus linifolius (Reichard) Bässler *
- Lathyrus littoralis (Nutt.) Endl. ex Walp.
- Lathyrus lomanus I.M.Johnst.
- Lathyrus lycicus Boiss. & Heldr.
- Lathyrus macropus Gillies ex Hook. & Arn.
- Lathyrus macrostachys Vogel
- Lathyrus magellanicus Lam.
- Lathyrus marmoratus Boiss. & Balansa
- Lathyrus meridensis Pittier
- Lathyrus miniatus M.Bieb. ex Steven
- Lathyrus mulkak Lipsky
- Lathyrus multiceps Clos
- Lathyrus multijugus (Ledeb.) Czefr.
- Lathyrus nervosus Lam.
- Lathyrus neurolobus Boiss. & Heldr.
- Lathyrus nevadensis S.Watson
- Lathyrus niger (L.) Bernh. *
- Lathyrus nigrivalvis Burkart
- Lathyrus nissolia L. *
- Lathyrus nitens Vogel
- Lathyrus nivalis Hand.-Mazz.
- Lathyrus numidicus Batt.
- Lathyrus ochroleucus Hook.
- Lathyrus ochrus (L.) DC. *
- Lathyrus odoratus L.
- Lathyrus oleraceus Lam.
- Lathyrus pallescens (M.Bieb.) K.Koch
- Lathyrus palustris L.
- Lathyrus pancicii (Jurišić) Adamović
- Lathyrus pannonicus (Jacq.) Garcke *
- Lathyrus paraguariensis Hassl.
- Lathyrus paranensis Burkart
- Lathyrus parodii Burkart
- Lathyrus pauciflorus Fernald
- Lathyrus pisiformis L.
- Lathyrus plitmannii Greuter & Burdet
- Lathyrus polyphyllus Nutt.
- Lathyrus pratensis L.
- Lathyrus pseudocicera Pamp.
- Lathyrus pubescens Hook. & Arn.
- Lathyrus pusillus Elliott
- Lathyrus pygmaeus Gomb.
- Lathyrus quinquenervius (Miq.) Litv.
- Lathyrus rigidus T.G.White
- Lathyrus roseus Steven
- Lathyrus rotundifolius Willd.
- Lathyrus satdaghensis P.H.Davis
- Lathyrus sativus L.
- Lathyrus saxatilis (Vent.) Vis. *
- Lathyrus sericeus Lam.
- Lathyrus setifolius L. *
- Lathyrus spathulatus Čelak.
- Lathyrus speciosus G.Don
- Lathyrus sphaericus Retz. *
- Lathyrus splendens Kellogg
- Lathyrus stenolobus Boiss.
- Lathyrus stenophyllus Boiss. & Heldr.
- Lathyrus subandinus Phil.
- Lathyrus subulatus Lam.
- Lathyrus sulphureus W.H.Brewer ex A.Gray
- Lathyrus sylvestris L. *
- Lathyrus tauricola P.H.Davis
- Lathyrus tefennicus Genç & Sahin
- Lathyrus tingitanus L. *
- Lathyrus torreyi A.Gray
- Lathyrus trachycarpus (Boiss.) Boiss.
- Lathyrus tracyi Bradshaw
- Lathyrus transsylvanicus (Spreng.) Rchb.f.
- Lathyrus tremolsianus Pau *
- Lathyrus tropicalandinus Burkart
- Lathyrus tuberosus L. *
- Lathyrus tukhtensis Czeczott
- Lathyrus turcicus Hamzaoğlu
- Lathyrus undulatus Boiss.
- Lathyrus vaniotii H.Lév.
- Lathyrus variabilis (Boiss. & Kotschy) Čelak.
- Lathyrus venetus (Mill.) Wohlf.
- Lathyrus venosus Muhl. ex Willd.
- Lathyrus vernus (L.) Bernh. *
- Lathyrus vestitus Nutt.
- Lathyrus vinealis Boiss. & Noë
- Lathyrus vivantii P.Monts.
- Lathyrus whitei Kupicha
- Lathyrus woronowii Bornm.
- Lathyrus zalaghensis Andr.